# シブール
シブール （Ciboure、バスク語:Ziburu）は、フランス南西部ヌーヴェル＝アキテーヌ地域圏のピレネー＝アトランティック県に属するコミューンである。

## 地理

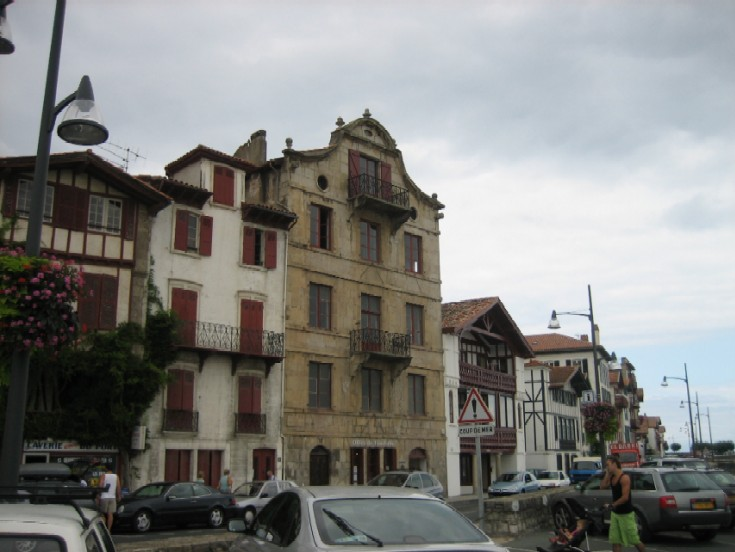
モーリス・ラヴェルの生家

フランス領バスクのラブール地方に属する。東はサン＝ジャン＝ド＝リュズ、西はウリューニュ、南はアスカンと接する。漁港をサン＝ジャン＝ド＝リュズと共有しており、魚の缶詰製造が盛ん。

## 名称の由来
バスク語のZiburuとは、Zubi buru（先端）を短縮したものである。実際、シブールはニヴェル川の河口に形成された町である。1692年頃にはシボロ（Siboro）と呼ばれていた。

## 歴史
16世紀初頭のラブール地方は、黒死病の流行で始まった。年代記registres gasconsでは流行の拡大を記している。その後減少するものの、1598年に再流行した。シブールの住民たちは、『ブタの疫病』だと書き残している.。
1574年にコミューンとなるまで、シブールはウリューニュの一部だった。

## 出身者
- モーリス・ラヴェル - 作曲家